# Liste der Baudenkmale in Liepehöfen
In der Liste der Baudenkmale in Liepehöfen sind die Baudenkmale des niedersächsischen Ortes Liepehöfen aufgelistet. Dies ist ein Teil der Liste der Baudenkmale in Dannenberg (Elbe). Der Stand der Liste ist der 31. Oktober 2021.
Die Quelle der  IDs und der Beschreibungen ist der Denkmalatlas Niedersachsen.

## Allgemein
In den Spalten befinden sich folgende Informationen:
- Lage: die Adresse des Baudenkmales und die geographischen Koordinaten. Kartenansicht, um Koordinaten zu setzen. In der Kartenansicht sind Baudenkmale ohne Koordinaten mit einem roten Marker dargestellt und können in der Karte gesetzt werden. Baudenkmale ohne Bild sind mit einem blauen Marker gekennzeichnet, Baudenkmale mit Bild mit einem grünen Marker.
- Bezeichnung: Bezeichnung des Baudenkmales
- Beschreibung: die Beschreibung des Baudenkmales. Unter § 3 Abs. 2 NDSchG werden Einzeldenkmale und unter § 3 Abs. 3 NDSchG Gruppen baulicher Anlagen und deren Bestandteile ausgewiesen.
- ID: die Objekt-ID des Baudenkmales
- Bild: ein Bild des Baudenkmales, ggf. zusätzlich mit einem Link zu weiteren Fotos des Baudenkmals im Medienarchiv Wikimedia Commons. Wenn man auf das Kamerasymbol klickt, können Fotos zu Baudenkmalen aus dieser Liste hochgeladen werden:

## Baudenkmale

### Einzeldenkmale
| Lage                                       | Bezeichnung | Beschreibung | ID       | Bild |
| ------------------------------------------ | ----------- | --- | -------- | ---- |
| Liepehöfen Nr. 2 53° 3′ 50″ N, 11° 7′ 3″ O | Scheune     | Querdurchfahrtscheune mit einem ein- und einem zweigeschossigen Teil; Fachwerkbau unter Halbwalmdach in Hohlpfannendeckung; Gefachausfüllungen in Backstein. Ehemals als Hopfenscheune genutzt. Errichtet 1850. | 30837743 |      |

### Ehemalige Baudenkmale
| Lage                            | Bezeichnung                  | Beschreibung | ID | Bild |
| ------------------------------- | ---------------------------- | --- | -- | ---- |
| Nr. 2 53° 3′ 50″ N, 11° 7′ 3″ O | Hofanlage                    | Ehemalige Hofanlage, heute renovierter Wohnsitz. Zweiständer-Hallenhaus von 1750, Hopfenscheune von 1850 mit Querdurchfahrt, Brunnen sowie kleine Nebengebäude. |    |      |
| Nr. 2 53° 3′ 51″ N, 11° 7′ 2″ O | Wohn- und Wirtschaftsgebäude | Zweiständer-Hallenhaus von 1750. |    |      |